# What's Next for Sarah?
What's Next for Sarah? è una webserie statunitense creata e interpretata da Jennette McCurdy e pubblicata su Vimeo nel 2014.

## Trama
Sarah Bronson, una giovane attrice, scopre che il suo show di successo è stato cancellato. A causa di ciò, il suo ragazzo si separa da lei e la gente non è più interessata alle foto con lei o agli autografi. Dopo aver provato a raccogliere nuovi ruoli, si rende conto che vuole tornare nel mondo reale e concedersi una pausa per un po'.

## Personaggi e interpreti
- Sarah Bronson, interpretata da Jennette McCurdy. Giovane attrice alla quale viene cancellato il suo show. A causa di ciò decide di tornare alla vita reale e prendersi una pausa.

### Personaggi ricorrenti
- Oli, interpretata da Kiersey Clemons. Migliore amica di Sarah.
- Seth, interpretato da Joseph Ahern. Agente di Sarah.
- Vicki Thompson, interpretata da Danielle Morrow. Direttrice casting.
- Jack Cromwell, interpretato da Matt Shively. Ex-fidanzato superficiale di Sarah.
- Gloriana, interpretata da Shelby Young.

## Episodi
| n° | Titolo     | Scritto da  | Diretto da       | Pubblicato     |
| -- | ---------- | ----------- | ---------------- | -------------- |
| 1  | Episodio 1 | Colton Tran | Jennette McCurdy | 13 agosto 2014 |
| 2  | Episodio 2 | Colton Tran | Jennette McCurdy | 13 agosto 2014 |
| 3  | Episodio 3 | Colton Tran | Jennette McCurdy | 13 agosto 2014 |
| 4  | Episodio 4 | Colton Tran | Jennette McCurdy | 13 agosto 2014 |

## Controversie
Molte persone hanno insinuato che, presumibilmente, il personaggio di Gloriana (interpretato da Shelby Young) sia ispirato nella vita reale ad Ariana Grande e trattasse della faida tra la Grande e la McCurdy, colleghe in Sam & Cat.